# Holjapyx humidus
Holjapyx humidus är en urinsektsart som beskrevs av Smith 1959. Holjapyx humidus ingår i släktet Holjapyx och familjen Japygidae. Inga underarter finns listade i Catalogue of Life.